# Crise d'épilepsie
Pour un article plus général, voir Épilepsie.
 Mise en garde médicale
Une crise d'épilepsie ou crise épileptique est caractérisée par divers symptômes dus à une activité neuronale anormalement excessive ou synchrone dans le cerveau.
Les effets extérieurs varient de mouvements de tremblement incontrôlés impliquant une grande partie du corps avec perte de connaissance (crise d'épilepsie généralisée tonico-clonique), de mouvements de tremblement n'impliquant qu'une partie du corps avec des niveaux de conscience variables (crise épileptique focale) ou à une perte de conscience momentanée subtile (absence épileptique).

## Durée
La plupart du temps, ces épisodes durent moins de deux minutes et le retour à la normale prend un certain temps.
Une crise qui dure plus longtemps qu’une brève période est une urgence médicale.

## Causes
Les crises peuvent être provoquées ou non provoquées. Les crises provoquées sont dues à un événement temporaire tel que l'hypoglycémie, le sevrage alcoolique, l'hyponatrémie, la fièvre, une infection cérébrale ou une commotion cérébrale. Les crises non provoquées se produisent sans cause connue ou réparable, mais peuvent être déclenchées par le stress ou la privation de sommeil.